# Satellite Transit System (aéroport Seattle-Tacoma)
Le Satellite Transit System (STS) est un système de navette automatisé de personnes fonctionnant à l'aéroport international de Seattle-Tacoma (SeaTac). Initialement ouvert en 1973, le système est le deuxième plus ancien système de transport de personnes dans les aéroports des États-Unis (après l'aéroport international de Tampa). La navette a été conçu pour transporter rapidement des passagers entre le terminal principal de l'aéroport et les satellites nord et sud.

## Histoire

### Le système original
Le système a été approuvé pour la construction en 1969, pour être construit à côté des nouveaux terminaux satellites en tant que premier système de train inter-terminal aux États-Unis.
Il a été achevé en 1972 pour un coût de 5 millions de dollars. L'ouverture a été retardée en raison d'un différend entre le port de Seattle et Westinghouse, le fabricant du système, au sujet des coûts contractuels. Le système a été ouvert au public en juillet 1973 pour un coût total de 14 millions de dollars.
Le système original se composait de neuf véhicules, trois autres véhicules Westinghouse C-100 ont été ajoutés au milieu des années 1970. Le système a été conçu pour avoir une capacité de 14 400 passagers par heure et voyager à une vitesse maximale de 43 km h). En 1982, douze autres véhicules ont été ajoutés pour faire face à l'accroissement du trafic, ce qui fit augmenter la capacité du système à 18 500 passagers par heure. Les véhicules originaux ont été construits par Westinghouse et avaient une capacité maximale de 102 passagers. Le temps de trajet moyen pour les deux boucles est de cinq minutes et trois minutes sur la navette entre les deux boucles.

### La rénovation
En novembre 1999, le port de Seattle a autorisé  un budget de 142 millions de dollars pour réviser complètement l'ensemble du système. Le contrat était accordé à ADTranz qui avait intégré Westinghouse. La révision comprenait tous les aspects du système, y compris les trains, les commandes, les alimentations électriques, les stations, les systèmes de ventilation d'urgence et les ateliers d'entretien. La boucle nord fut remise en service en novembre 2003, la boucle sud en 2004. La mise à niveau et la modernisation ont été achevées en novembre 2004, avant la date prévue, avec la dernière phase, la remise en service de la navette souterraine faisant le lien entre les deux boucles. Le montant total de la rénovation s'éleva à 159 millions de dollars.
Les 21 véhicules Bombardier (qui a entre-temps intégré ADTranz) Innovia APM 100 utilisent la technologie de signalisation CITYFLO 650 et un système de commande de train par radiocommunication (CBTC) pour son fonctionnement automatisé. Les véhicules circulent en rames de trois véhicules.
La longueur des plates-formes de station est de 48,7 m.

## Disposition et fonctionnement

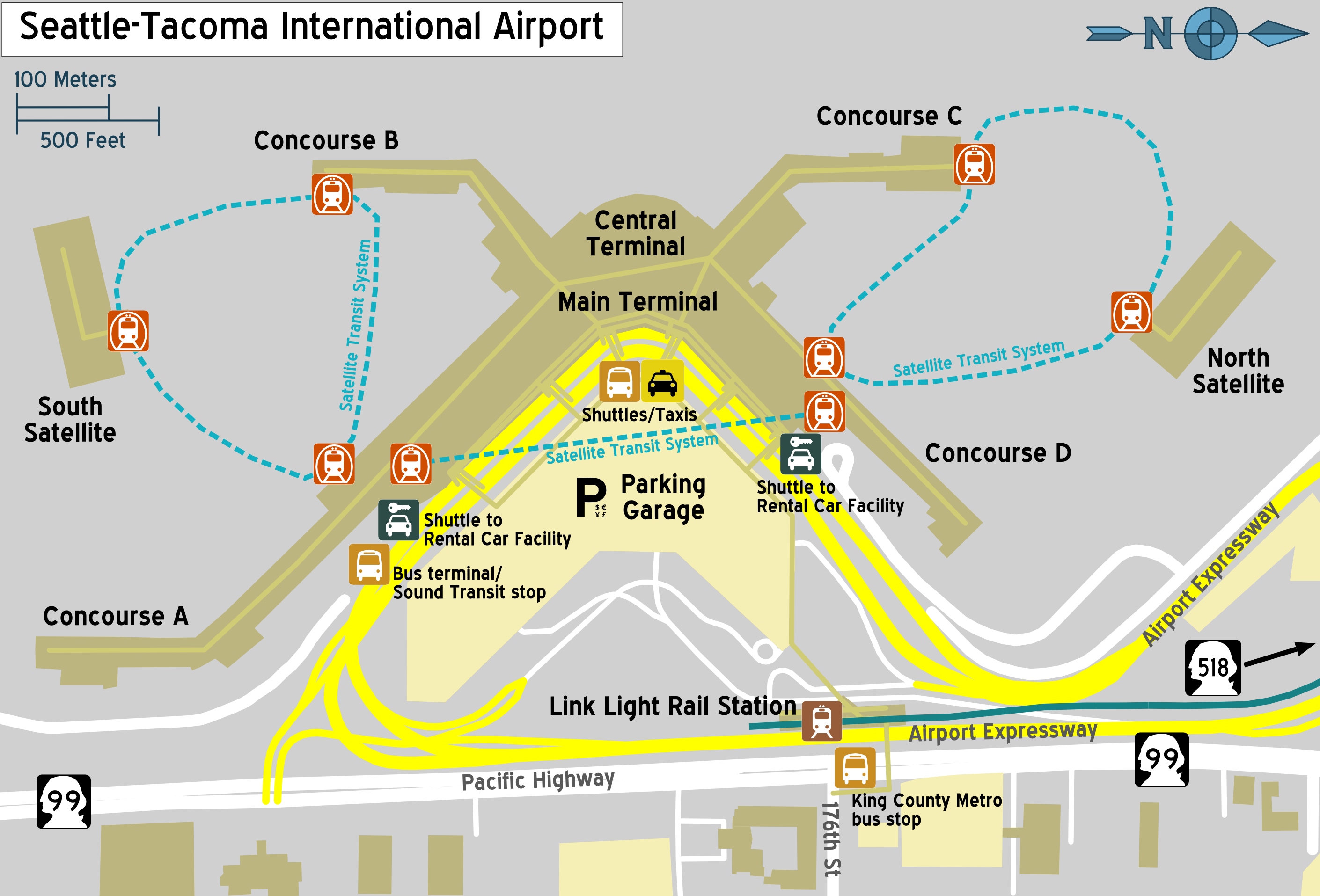
Plan des terminaux avec les trois lignes de navette

Le système est situé dans des zones sécurisées de l'aéroport. Il se compose de six stations desservant chacun des quatre halls qui partent du terminal principal (halls A, B, C et D) et les terminaux satellites nord et sud. Chaque station est équipée de portes de bord de quai. Le système se compose de deux boucles desservant les terminaux satellites et d'une troisième ligne reliant les deux boucles du terminal principal.
La boucle de transfert du terminal nord est de 1 250 m de longueur et a des stations à l'extrémité nord du terminal principal (près du hall D), du hall C et du satellite nord (portes N).
La boucle de transfert du terminal sud est de 1 150 m de longueur et a des stations à l'extrémité sud du terminal principal (près du hall A), du hall B et du satellite sud (portes S). Les passagers de la plupart des vols internationaux arrivent au satellite sud, où ils sont accueillis par les agents des douanes et de la protection des frontières des États-Unis. Après inspection, les passagers sont conduits à la station où ils ont la possibilité d'être inspectés par la Transportation Security Administration pour accéder aux véhicules vers la zone sécurisée de l'aéroport (pour prendre un vol de correspondance) ou embarquement direct dans le premier véhicule qui les transporte à la sortie de l'aéroport et à la zone de récupération des bagages du terminal principal. Les portes palières de la plate-forme de cette voiture ne s'ouvrent pas à la gare du hall B pour empêcher les passagers non contrôlés d'accéder à ce terminal.
Chaque boucle peut transporter 1 500 passagers du satellite au terminal principal toutes les cinq minutes. La vitesse moyenne sur les boucles est de 16 km/h et sur la navette de 13 km/h.
La connexion de transit du terminal nord/sud mesure 300 m de longueur et comporte des stations à l'extrémité nord du terminal principal (près du hall D) et à l'extrémité sud du terminal principal (près du hall A. ) et sert de connexion entre les boucles de transit des terminaux nord et sud.
Les passagers peuvent entrer ou sortir de l'aéroport en empruntant une ligne de tramway.